# سیارک ۱۲۵۷۱۸
سیارک ۱۲۵۷۱۸ (به انگلیسی: 125718 Jemasalomon، نامگذاری:2001XH105) صد و بیست و پنج هزار و هفتصد و هجدهمین سیارک کشف شده‌است که در ۱۵ دسامبر ۲۰۰۱ کشف شد.